# Rodolphe Guilland
Rodolphe Guilland (ur. w 1888, zm. 5 października 1981) – francuski historyk, bizantynolog. 
Wykładał na Sorbonie, był uczniem Charlesa Diehla. 

## Wybrane publikacje
- La politique extérieure de l'Empire byzantin de 867 à 1081, 1941.
- L'Europe orientale de 1081 à 1453, 1945.
- L'Hippodrome à Byzance, 1948.
- Études sur le palais du Boucoléon, 1949.
- Mosaïques byzantines d'Italie, 1952.
- L'Empire byzantin de 717 à 867, 1952.
- La politique sociale des empereurs byzantins de 867 à 1081, 1954.
- L'Empire byzantin de 1081 à 1204, 1957.
- Recherches sur les institutions byzantines, t. 1-2, 1967.
- Études de topographie de Constantinople byzantine, t. 1-2, 1969
- Titres et fonctions de l'Empire byzantin, 1976.